# Prueba de preprensa
Una prueba de preprensa, de color o de contrato  sirve como un acuerdo entre un impresor y su cliente, y como una referencia de color para ajustar la prensa antes y durante la corrida de impresión final. Generalmente es una impresión a color realizada como parte del proceso de preprensa.
El objetivo principal de producir tal prueba, o "proofing", es servir como una herramienta para la verificación de la pieza a imprimir por parte del cliente, tanto del contenido como de su apariencia, antes de autorizar su producción final. Si se encuentran errores o se desean cambios ya en el proceso de impresión, corregirlos puede resultar muy costoso para una o ambas partes involucradas. El tiempo en prensa es la parte más cara de los medios impresos, por lo que las pruebas de preprensa son una forma rentable de proporcionar una referencia visual sin el costo de crear una prueba de prensa.
La prueba de color puede ser física o virtual. La primera generalmente implica la impresión por chorro de tinta u otras tecnologías (por ejemplo, prueba laminada) para producir copias de alta calidad del arte a producir. La prueba virtual, o softproofing, involucra la reproducción y revisión en monitores de computadora de gama amplia de color altamente precisos. 
"La misión de un sistema de proofing es crear predicciones precisas, no imágenes bonitas ". La prueba de contrato intentará emular los resultados en la prensa a través de la ciencia de la administración del color, compensando por el hecho de que las impresoras usadas para producir las pruebas se operan y comportan de manera muy diferente a las prensas. 

## Historia

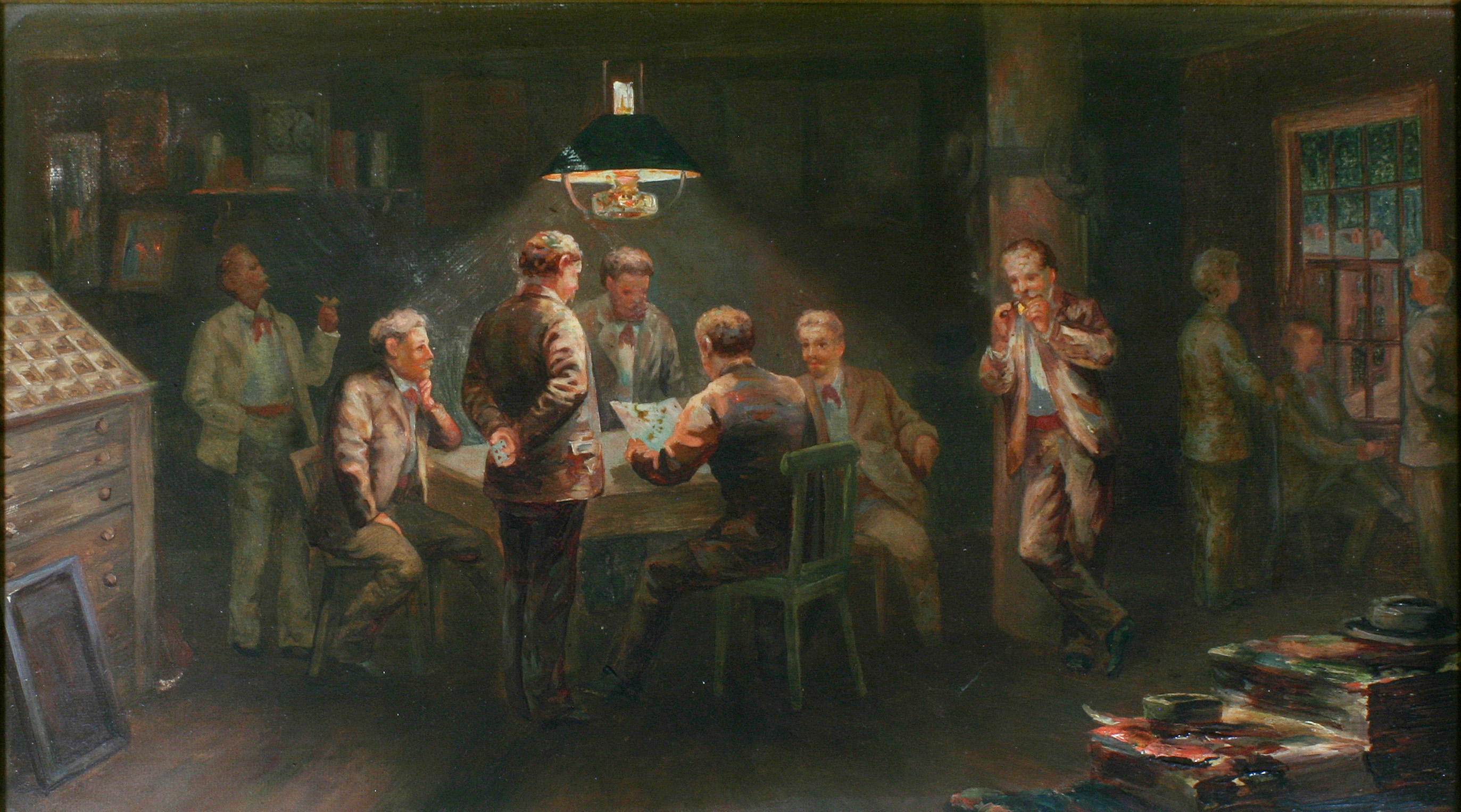
Un cliente exigente revisa una prueba de prensa, en una pintura del.

Desde los días de Johannes Gutenberg, proofing ha significado prueba de prensa: una corrida corta de impresión para verificación antes de la producción final. A medida que la tecnología evolucionó para reducir el costo por ejemplar de un trabajo de impresión, el costo proporcional de esa corrida inicial siguió aumentando. Hoy en día operar una prensa puede ser muy costoso, y por lo tanto ejecutar una prueba de prensa es un costo prohibitivo. Si bien se podría pensar que una prueba de prensa representa la máxima calidad de prueba, esto no es necesariamente así, especialmente si la ejecución de producción se realiza en condiciones de operación diferentes, o si la producción se realiza finalmente en una prensa diferente a la usada para la prueba. 
A finales de la década de 1940 se desarrollaron los primeros sistemas de superposición. Estos sistemas imprimen cada color de proceso o tintas directas en hojas de película transparentes que luego se registran juntos para visualizar la prueba. 
En 1945 la división Ozalid de General Aniline and Film (GAF) Corporation creó Ozachrome como el primer sistema comercial de superposición, empleando recubrimientos Diazo (un tinte sensible a la luz) en la película para cada uno de los colores, y revelando las películas con vapor de amoniaco. Los colores del proceso inicial utilizados fueron rojo, amarillo, azul y negro, aunque otros colores fueron agregados en años posteriores. La separación del Negro se procesó sobre base blanca, y las separaciones restantes fueron procesadas sobre hojas de acetato de celulosa transparente, que finalmente fueron sobrepuestas una sobre la otra para simular el resultado impreso. 
Alrededor de 1965 3M inventó el sistema de superposición Color Key, en el cual láminas de poliéster transparente son recubiertas con emulsiones sensibles a los rayos UV pigmentadas en los cuatro colores CMYK. Más tarde, se crearon colores planos (colores directos o personalizados). Las láminas eran expuestas al arte a imprimir a través de una lámpara de arco de carbón, se lavaban con agua y productos químicos y luego se secaban. 
Las pruebas de superposición todavía son usadas, por ejemplo, para pequeñas prensas de tambor dónde cada color tiene que ser una corrida separada, aunque actualmente dichas pruebas generalmente se realizan utilizando impresoras de inyección de tinta o dispositivos de laminación. 
Los sistemas internos (de una sola hoja) o laminados intentaron superar los problemas de los sistemas de superposición al colocar todos los colores en una sola hoja. Watercote, el primer sistema comercial de este tipo, fue introducido por Direct Reproduction Corporation después de la Segunda Guerra Mundial. 
A principios de la década de 1960 se hicieron varios intentos para desarrollar procesos de prueba electrofotográfica basados en el principio de electrofax, usando papel recubierto con óxido de zinc en un aglutinante resistivo como fotoconductor, junto con tóneres que consisten en pigmentos de tinta dispersados en isopar líquido. El principio de electrofax fue introducido en los Estados Unidos por RCA, y el uso de tóneres líquidos fue desarrollado en Australia por Ralph Metcalf y Robert Wright del gobierno australiano. Otros grupos trabajaron en procesos similares, pero estos nunca llegaron al mercado.
En la década de 1970, 3M desarrolló la tecnología Transfer Key, que utilizaba un proceso de laminación en frío. Las capas sucesivas de adhesivo coloreado se presionaban sobre el sustrato, se exponían y lavaban hasta que todos los colores existieran en un solo sustrato. Esto evolucionó en el producto MatchPrint, que utilizó un proceso de laminación por transferencia térmica. Eventualmente la marca MatchPrint fue vendida a Kodak, que la utiliza hoy en día en sus productos prueba digital MATCHPRINT InkJet y MATCHPRINT Virtual. 

 Tanto Color Key como MatchPrint se han convertido en nombres genéricos para las pruebas de contrato. Más tarde, otros productos de proceso de agua, como la Waterproof de DuPont, llegaron al mercado. 
 Más tarde, en la década de 1970 se desarrollaron otras soluciones basadas en tóner, como Cromalin, también de Dupont. 
En la década de 1980, el uso de colores especiales, incluidos el blanco y metálicos como el oro y la plata, se convirtieron de uso común. 
En 1987 se comercializó la primera impresora Iris, una impresora de inyección de tinta de flujo continuo que luego fue seguida por la impresora Veris en 2004. Se consideraba que estas impresoras tenían una calidad incomparable de impresión para estar basadas en inyección de tinta, pero los avances en impresión bajo demanda han popularizado este sistema de impresión. Actualmente, dispositivos Iris y Veris todavía están en uso. 
A principios de la década de 1990 se introdujeron sistemas de sublimación de tinta como las impresoras 3M Rainbow y Kodak DCP9000 y DCP9500. 
También a principios de esa década se introdujeron los sistemas de sublimación láser a color, con productos como Fuji FINALPROOF y Kodak Approval. 
A finales de la década de 1990 se perfeccionó la transferencia térmica por láser con sistemas como el Spectrum de Creo (ahora Kodak). El Spectrum fue notable en su momento porque el mismo dispositivo de filmadora de placas era utilizado para fabricar las pruebas, lo que daba como resultado pruebas con pantallas idénticas a las de la prensa. 
Para la década de 2000 los sistemas de inyección de tinta controlados por software de gestión de color ya representaban una opción de alta calidad a menor costo, y fue en 2005 que los primeros espectrofotómetros se integraron con impresoras de inyección de tinta, como Creo Veris y HP 2100, y en 2009 Epson lanzó una impresora con un espectrofotómetro integrado. Al automatizar el proceso de medición, esto elimina gran parte del trabajo involucrado en la calibración del sistema y la validación de cada prueba de preprensa. 
En la actualidad la mayoría de las pruebas físicas de preprensa se realizan en dispositivos de inyección de tinta y laminación, mientras que las pruebas virtuales continúan ganando popularidad. 
Para el año 2003, emergieron sistemas de prueba de color utilizando pantallas de computadora bien calibradas y perfiladas, en condiciones de visualización altamente controladas. Aunque también tiene sus desventajas, este proceso sigue ganando popularidad debido a ahorros en tiempo y menores costos de producción y transporte de cada prueba física.   
Anteriormente los sistemas de prueba solían comercializarse como una solución propietaria con un solo proveedor que incluían pigmentos, sustratos, contratos de mantenimiento, etc., pero desde finales de la década de 1990 se han desarrollado varias soluciones de software independientes separadas de los dispositivos de impresión. Así como el software se ha convertido en la tecnología clave en el proceso de preprensa, en la actualidad existen diferentes proveedores de sustratos, suministros y monitores que colaboran con las compañías de impresoras y software especializadas.

## Tipos de prueba
Dependiendo de la calidad que se necesite y del proceso de autorización y producción, hay dos tipos principales de pruebas: 
- prueba virtual, o soft proof
- prueba física, o hard proof

### Prueba de contrato virtual
Soft proofing, a veces también llamada prueba  de color virtual o prueba remota, escribe la simulación del resultado de impresión en un monitor, usando la pantalla como el dispositivo de prueba de la pieza de arte a imprimir. 
La prueba en pantalla se realiza dentro de aplicaciones de software especializadas, en combinación con sistemas de gestión de color. El monitor utilizado para la prueba suave debe ser calibrado a un espacio de trabajo colorimétrico, con equipo de medición dedicado. El primer problema es la diferencia de espacios de color nativos (RGB en el monitor y CMYK en la impresión), y esto se resuelve utilizando perfiles ICC para dispositivos de entrada y salida. Sin embargo, los colores de un monitor dependen no solo de sus propiedades intrínsecas, sino también de las condiciones de iluminación en una habitación donde se ve la imagen, por lo que la iluminación debe estandarizarse a un punto cercano a la luz del día (D50).
A diferencia del costo por cada prueba física, la prueba de color virtual se puede usar un número ilimitado de veces, y es sobre todo útil cuando se retocan imágenes y se diseña el acomodo general. 
La aprobación de pruebas en pantalla en la impresión de gama baja ha crecido en los últimos años, lo que permite un ahorro de tiempo y costos cuando la gestión del color no es un punto crítico. 

### Prueba de contrato física
Hard proof es una muestra física de un producto impreso, y se divide en cinco clasificaciones generales
Blueprint (en algunos casos llamada prueba de rol) originado a partir de la fabricación de placas de impresión es una copia impresa en un solo color, por lo general el azul, que se utiliza para identificar errores en el contenido. 
La prueba de imposición o prueba de layout es similar al blueprint pero se imprime en color, generalmente con una impresora de inyección de tinta a color de gran formato, para fines de control de calidad. 
La prueba de color física proporciona la reproducción confiable del color del archivo destinado a impresión. En la actualidad se realiza por lo general dentro de un flujo completamente digital, enviando el archivo de arte directamente a impresoras de inyección de tinta o de sublimación térmica controlados por sistemas de gestión del color y generalmente a tamaño completo, aunque en algunos casos puede aceptarse un formato menor al real. La prueba de color representa la prueba de contrato definitiva y generalmente sirve como guía para el operador de prensa. 
Prueba con pantalla de semitonos es un método de prueba utilizado para simular la estructura rasterizada del arte listo para impresión, y permite reconocer diferentes efectos dependientes de la trama, como la suavidad y el rango del tono de degradados, y los patrones de moiré. 
Varios proveedores ofrecen sistemas de prueba especiales para crear una prueba con trama de punto. Tradicionalmente, estos sistemas son dispositivos tipo filmadora que producen pruebas a través de donantes de color y transferencia térmica (ablación) en portadores intermedios, láminas de color que se procesan en unidades separadas (laminadores), o directamente en el sustrato utilizado para la tirada de impresión, que finalmente se lamina, ya sea para proteger la prueba o para darle el aspecto de la estructura de la superficie del papel de producción.
En los últimos años, avances tecnológicos en software y hardware han hecho posible pruebas de color digitales que pueden simular la trama, como los sistemas de las empresas GMG Archivado el 17 de julio de 2019 en Wayback Machine. o CGS. 
Press proof es una corrida de prueba directamente en prensa. Esta puede ser la misma prensa de producción real, o una comparable (con la misma tecnología de impresión). Se pueden producir tirajes cortos de 50 o 100 copias de manera más rentable que con otros procesos de prueba de color, pero la impresión individual es económicamente inviable.

## Alineamiento
Proofing ha sido visto como un arte, basado subjetivamente en experiencia, talento y criterio, más que como una aplicación científica basada en mediciones, algoritmos y análisis. Sin embargo, los impresores confían cada vez más en métodos científicos e invierten en comprar la tecnología necesaria y entrenar en su uso. 
En general para lograr un color consistente entre prueba y prensa, tiene sentido alinear la prueba a reproducir la salida de prensa, sobre todo si se intenta lograr el mejor provecho posible de las capacidades de una prensa en particular y distinguirse de su competencia, definiendo un estándar de color personalizado para dicha prensa y luego alinear la prueba con ese espacio de color. Cuando se está tratando de alcanzar una especificación de la industria en particular (por ejemplo, Fogra, GRACoL, SWOP, etc.), es mejor alinear la prensa con la prueba.

### Control de proceso
Un aspecto central de una prueba de contrato es el control del proceso, que consiste en establecer la línea de base, la caracterización, y la calibración. 
Una línea de base o de referencia es la representación de la configuración del dispositivo de salida (es decir, alimentación de papel, alineación del cabezal, etc.) y condiciones asociadas (como sustratos, tintas, etc.). Se crea una línea de base ajustando la configuración del dispositivo bajo un conjunto dado de condiciones, imprimiendo pruebas, midiéndolas, y reajustando la configuración hasta que el proceso de salida se lleva a un estado óptimo. Una vez optimizado, se realiza un conjunto final de mediciones de muestras de salida y estos datos se convierten en la información de referencia. 
La línea de base es caracterizada al imprimir gráficos de prueba como ECI o IT8.7/4 (tablas de parches de color), que luego se mide con un espectrofotómetro para finalmente producir un perfil de color. 
Con el tiempo, el rendimiento o las condiciones del dispositivo puede variar. Igualmente, diferentes dispositivos también variarán con respecto a los datos de referencia, pero es esencial que el sistema de pruebas siempre funcione lo más cerca posible del perfil de color original. La calibración es el proceso de generar más gráficos de prueba, medirlos para encontrar las desviaciones, y ajustar el mapeo (mapping) de datos colorimétricos hasta que el rendimiento del sistema sea lo más cercano posible a la línea base original y su perfil de color. Durante la calibración, la configuración del dispositivo puede cambiarse para lograr un proceso óptimo de salida y la consecuente coincidencia de color. 
En circunstancias ideales, la prensa también se caracterizará y calibrará utilizando técnicas similares. Cuando existe un perfil de color de la prensa y un perfil de color del dispositivo de prueba, es posible la mejor emulación del resultado en la prueba de color. Hacer esto con precisión requiere procesos de operación controlados y repetibles, que garanticen que los perfiles de color sigan representando los dispositivos involucrados. 
La validación de la prueba es otro aspecto del control del proceso. Si bien la calibración garantiza que el sistema de pruebas produzca resultados lo más cerca posible de la línea de base, la validación implica incorporar y medir las tablas de color en cada prueba para garantizar que esta coincida con un estándar de color de la industria o el estándar de color específico de una prensa caracterizada. En resumen, valida que el sistema de pruebas emule los resultados de prensa en cada prueba realizada. 

### Pruebas de color para empaque.
La producción de pruebas para embalaje enfrenta una serie de desafíos más complejos que los de la prensa offset convencional. 
De entrada, los clientes a menudo requieren maquetas físicas del envase real, que podrían ser en cartón, metal (es decir, lata de aluminio), vidrio, plástico, etc. Esto puede ser muy difícil o imposible de hacer con el uso de impresoras de inyección de tinta, por lo que pueden requerirse procesos laminados como Kodak APPROVAL donde la impresión resultante se puede transferir al material preferido. 
En el caso de empaques de cartón, es útil una mesa de corte y plegado automatizada. Por lo general, software de diseño asistido por computadora (CAD) se usa para definir los cortes y dobleces en la prueba, y esto se alimenta a la mesa de corte y plegado. 
La mayoría del material para envase se imprime en flexografía, por su gama más versátil de materiales a utilizar. Sin embargo, su calidad de imagen a menudo es inferior a las prensas offset, y es importante simular esas limitaciones en las pruebas para que los clientes tengan expectativas realistas del empaque final. De manera similar, ciertos sustratos, como el cartón corrugado, agregan sus propias características a la imagen, y estos también deben ser simulados. 